# Rudolph Schindler
Rudolph Michael Schindler, geboren als Rudolf Michael Schindler (Wenen (Oostenrijk), 10 september 1887 - Los Angeles (Californië), 22 augustus 1953) was een Oostenrijks architect, die later tot Amerikaan genaturaliseerd werd. Zijn werkterrein omvatte voornamelijk Los Angeles en omstreken. Hij was vooral actief in het begin van de twintigste eeuw.
Voornamelijk door het inventief gebruik van complexe driedimensionale vormen, warme materialen en felle kleuren, maar ook door zijn talent om met krappe budgetten om te gaan, is hij een van de voornaamste figuren van de vroege twintigste-eeuwse architectuur.

## Vroege geschiedenis
Rudolf Michael Schindler werd op 10 september 1887 geboren in een middenklasse gezin in Wenen, Oostenrijk. Zijn vader was een hout- en metaalbewerker en een importeur; zijn moeder was een kleermaakster. Hij studeerde aan de Keizerlijke en Koninklijke School van 1899 tot 1906, en schreef zich vervolgens in aan de Wagnersschule van de Universiteit van Wenen. In 1911 studeerde hij er af met een graad in de architectuur.
Schindler werd voornamelijk beïnvloed door professor Carl König, ondanks de aanwezigheid van heel wat andere bekende professoren als Otto Wagner en voornamelijk Adolf Loos. In zijn laatste jaar werd hij bovendien geïntroduceerd tot het werk van Frank Lloyd Wright door het invloedrijke Wasmuth Portfolio.
In 1912 maakte Schindler eveneens kennis met Richard Neutra, die niet enkel een vriend voor het leven zou worden, maar eveneens een rivaal. Hun professionele carrières zouden immers parallel lopen: beiden zouden ze via Chicago naar Los Angeles trekken, zouden ze erkend worden als belangrijke vroege Modernisten die met een nieuwe stijl een antwoord boden op het typische Californische klimaat, en van tijd tot tijd zouden ze voor dezelfde klanten werken. Ze zouden zelfs tijdelijk - samen met hun echtgenotes - een gemeenschappelijke woonst en werkomgeving delen, ontworpen door Schindler.

## Vroege professionele loopbaan
In Wenen kon Schindler ervaring opdoen op het kantoor van Hans Mayr en Theodore Mayer. Hij werkte er van september 1911 tot februari 1914, waarna hij verhuisde naar Chicago om in het kantoor van Ottenheimer, Stern, en Reichert (OSR) aan de slag te gaan. Om naar die progressieve Amerikaanse stad te kunnen trekken - die de thuisbasis was van Frank Lloyd Wright -, aanvaardde hij graag de beperkte verdienste die daar tegenover stond. Onderweg bracht hij ook een bezoek aan New York, een stad die volgens hem onaantrekkelijk, overbevolkt en commercieel was. Chicago beviel hem meer, met minder verkeer en toegang tot de werken van Henry Hobson Richardson, Louis Sullivan en Frank Lloyd Wright.

## Contact met Wright
Ondanks zijn gebrekkige Engels, bleef Schindler proberen om contact te maken met Wright. Ze ontmoetten elkaar voor het eerst op 30 december 1914, een periode waarin de praktijk van Wright over weinig opdrachten beschikte. De vernieling en moordpartij op Wrights landgoed, Taliesin, zinderde nog na, en Wright kon Schindler onmogelijk een baan aanbieden. Schindler bleef werkzaam op het kantoor van OSR, vulde zijn tijd met korte reisjes en studie, en maakte kennis met de gekantelde daken van Irving Gill's architectuur.
Nadat Wright de opdracht kreeg om in Tokio het enorme Imperial Hotel, Tokio te bouwen, kon Schindler aan de slag op zijn praktijk. Schindler werd vanuit het bureau in Oak Park (Illinois) verantwoordelijk voor de voortzetting van Wrights activiteiten in Noord-Amerika tijdens zijn afwezigheid. In 1919 huwde Schindler met Pauline Gibling (1893-1977), slechts een jaar vooraleer ze beiden naar Los Angeles verhuisden om te werken aan het Hollyhock House.

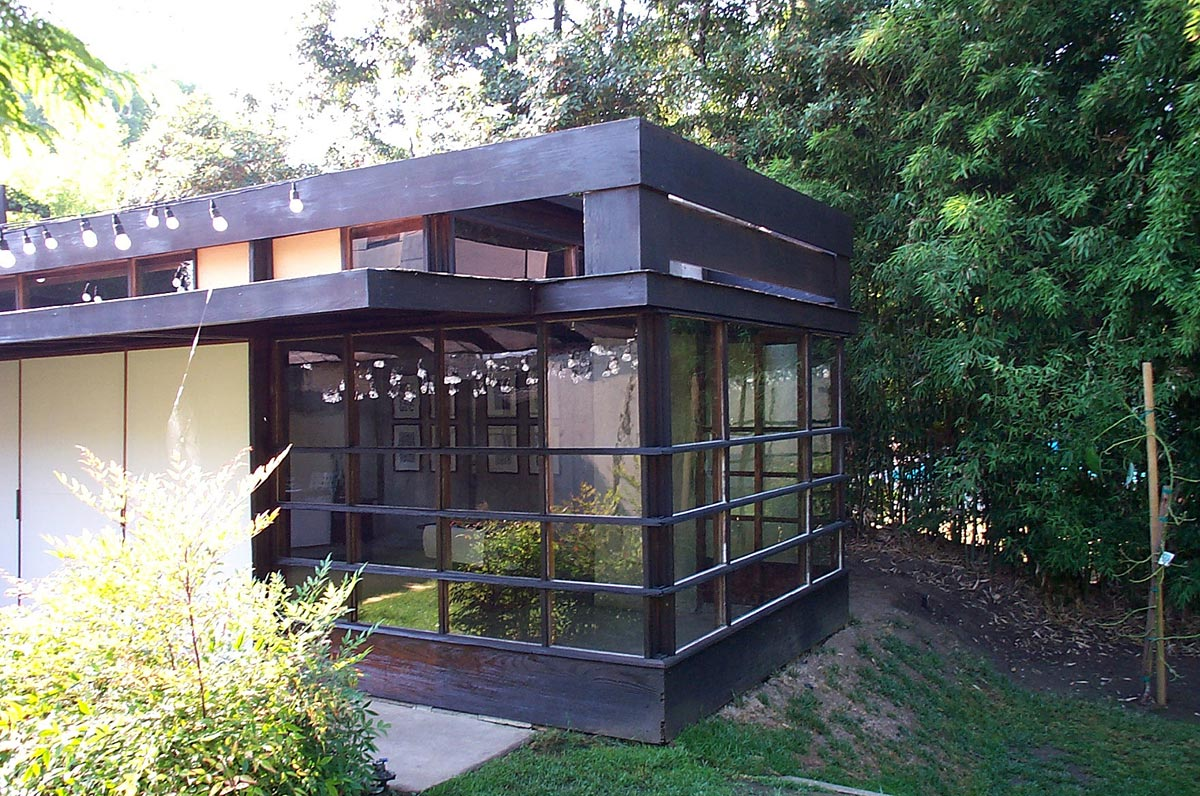
Schindler-Chase house in West Hollywood, Californië - 1922

Schindler was verantwoordelijk voor het ontwerp van verscheidene privé-opdrachten in en rond Los Angeles. Vooral zijn Kings Road House (ook bekend als het Schindler-Chase huis), wat door velen wordt gezien als zijn mooiste en fijnste werk, vergrootte zijn naambekendheid in de streek. Hij betrok de woning in 1922, en werkte van daaruit als zelfstandig architect aan verschillende projecten.
Tijdens deze periode begon zijn relatie met Wright af te brokkelen. Schindler klaagde over het lage loon, en had desondanks heel wat verantwoordelijkheid over de architectuurpraktijk van Wright, zoals zijn verantwoordelijkheid over de huur van de huizen in Oak Park.
Van de huizen die Wright in deze periode bouwde, is het Hollyhock House zonder twijfel een van de meest opvallende. Schindler nam het meeste tekenwerk voor zijn rekening, terwijl Frank Lloyd Wright in Japan verbleef om toe te zien op de bouw van het Imperial Hotel. De cliënte, Aline Barnsdall, verkoos uiteindelijk ook Schindler om enkele kleinere projecten op Olive Hill uit te werken. Ook een spectaculaire woning aan het strand, een doorschijnende woning, werd ontworpen maar niet gebouwd. Dit blijft tot op heden een van de meest indrukwekkende ongebouwde projecten van de twintigste eeuw.
Toen Schindler in 1929 zijn architectuurlicentie in Los Angeles ambieerde, vermeldde hij zijn inbreng aan de ontwerpmatige en constructieve plans van het Imperial Hotel. Wright weigerde echter om deze aanspraak te bevestigen. Uiteindelijk leidden de discussies over wiens werk van wie was tot een verhitte discussie, die escaleerde toen Schindler een flyer verspreidde voor een reeks spreekbeurten met Richard Neutra, en waarin hij zichzelf beschreef als "verantwoordelijke voor de architectuurpraktijk van Frank Lloyd Wright tijdens diens twee jaar durende afwezigheid". Wright weerlegde deze bewering. De samenwerking tussen beide eindigde in 1931, en verzoening gebeurde pas in 1953, slechts enkele maanden voor het overlijden van Schindler.

## Solocarrière
Schindlers vroege gebouwen werden voornamelijk in beton uitgevoerd. Het Kings Road House, Pueblo Ribera Court, Lovell Beach House, Wolfe House en Howe House zijn de projecten die in deze periode thuishoren.
Het Kings Road House werd ontworpen als een studio en huis voor Schindler, zijn echtgenote, en hun vrienden Clyde en Marian DaCamara Chace. Het plan voor de woning werd opgebouwd uit verschillende L-vormen die aan elkaar geschakeld werden. De draagconstructie werd verzorgd door gekantelde betonnen panelen die ter plaatse gestort werden. Deze panelen contrasteerden met de meer opengewerkte muren van Mahonie en glas. Het bouwwerk werd hét symbool voor Schindlers architectuur.

## Geselecteerde projecten
- 1922 - Schindler House,[1] West Hollywood, Californië
- 1922-1926 - Lovell Beach House,[2] Newport Beach, Californië
- 1923 - Pueblo Ribera Court, La Jolla, Californië
- 1925 - Howe House, Silver Lake, Los Angeles (Californië)
- 1926 - Flatgebouw voor Herman Sachs (ook gekend als Manola Court), Los Angeles, Californië
- 1928 - Wolfe House, Avalon, Catalina Island, Californië (afgebroken in 2002)
- 1933 - Oliver House, Los Angeles, Californië
- 1934 - Buck House, Los Angeles, Californië
- 1937 - Rodakiewicz House, Los Angeles, Californië
- 1938 - Bubeshko Apartments, Los Angeles, Californië
- 1939 - Mackey Apartments, Los Angeles, Californië
- 1940 - Goodwin House, Studio City, Californië

## Erkenning
Schindlers vroege werk, zoals het Kings Road House en het Lovell Beach House, bleven vrijwel onbekend in de internationale architectuurscene. Niet enkel speelde Los Angeles in die tijd geen rol op architectuur vlak, maar ook waren deze woningen wellicht te nieuw en te radicaal om tot het modernisme gerekend te kunnen worden. Schindler werd ook niet gevraagd voor de invloedrijke tentoonstelling van de International Style in 1932, terwijl Neutra wel uitgenodigd werd en bovendien foutief omschreven als de Oostenrijker die samen met Wright werkte aan het Imperial Hotel.

## Notities
1. ↑  Smith, Kathryn (2001). Schindler House. Harry N. Abrams. ISBN 0810929856.
2. ↑  Sarnitz, August E. (December, 1986). Proportion and Beauty—The Lovell Beach House by Rudolph Michael Schindler, Newport Beach, 1922-1926. Journal of the Society of Architectural Historians 45 (no. 4): 374–388. DOI: 10.2307/990208. ,

- Bibsys: 90574638
- Bibliothèque nationale de France: cb123624761 (data)
- Catàleg d'autoritats de noms i títols de Catalunya: 981058514081006706
- CiNii: DA01786262
- Gemeinsame Normdatei: 118795023
- International Standard Name Identifier: 0000 0001 2127 4017
- Library of Congress Control Number: n80046247
- Bibliotheek van het Japanse parlement: 00734147
- Nationale Bibliotheek van Tsjechië: jo2015868224
- Nationale bibliotheek van Australië: 35780624
- Nationale Bibliotheek van Israël: 987007267611505171
- Nationale en Universitaire bibliotheek Zagreb: 000472117
- Nederlandse Thesaurus van Auteursnamen: 071186565
- PIC: 280729
- Réseau des bibliothèques de Suisse occidentale: 02-A003797114
- RKD-Nederlands Instituut voor Kunstgeschiedenis: 326113
- SNAC: w61j9f2b
- Système universitaire de documentation: 032631731
- Trove: 1084096
- Union List of Artist Names: 500020263
- Virtual International Authority File: 34535142
- WorldCat: E39PBJymwC4qxMMXQDvFYjWkXd